# Srishty Rode

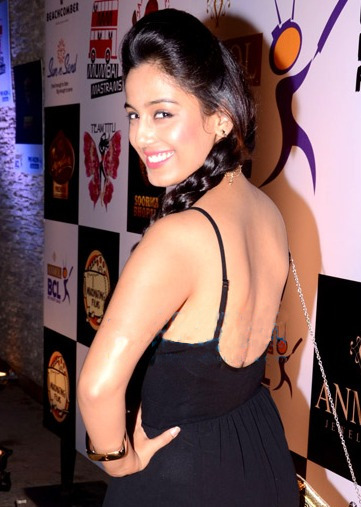
Srishty Rode (2015)

Srishty Rode (sinh ngày 24 tháng 9 năm 1991) là một nữ diễn viên truyền hình Ấn Độ. Cô được biết đến với vai Manjari trong Yeh Ishq Haaye và Anushka ở Saraswatichandra. Năm 2018, cô tham gia vào Bigg Boss 12 của Colors TV.